# Kafr Takharim

Kafr Takharim (em árabe: كفر تخاريم, também escrito Kafar Takhareem ou Kfar Takharam) é uma cidade no noroeste da Síria, administrativamente parte do distrito de Idlib, e localizada ao norte de Idlib. Localidades próximas incluem Harim ao norte, Salqin ao noroeste, Abu Talha a oeste e Armanaz ao sul. de acordo com o Síria Central Bureau of Statistics (CBS), Kafr Takharim tinha uma população de 10 084 no censo de 2004.  A cidade é também o centro administrativo da anaia de Kafr Takharim que consiste em nove aldeias, com uma população combinada de 14.772. Seus habitantes são predominantemente muçulmanos sunitas.
Ibrahim Hananu, o  nacionalista sírio que liderou a resistência anti-francesa na região de Alepo em 1919, nasceu em Kafr Takharim. A cidade, a qual Hananu representava no Congresso Nacional Sírio, serviria como base para a sua revolta. Em 1958, a Câmara Municipal de Kafr Takharim foi substituída por uma comissão nomeada pelo governo municipal.
Kafr Takharim viu manifestações contra o governo e foi vítima de violência durante o levante sírio em curso contra o governo de Bashar al-Assad. Em 1 de agosto de 2011 ativistas da oposição dos Comitês de Coordenação Local da Síria informaram que mais de 175 pessoas na cidade foram presos e espancados publicamente, antes de serem enviados para as prisões de vários ramos de segurança durante os ataques de casas realizadas pelas forças de segurança e milícias pró-governo. A partir de fevereiro de 2012, Kafr Takharim tem estado sob o controle do Exército Livre da Síria (FSA) da oposição.